# EasyMule
easyMule是上海维西（VeryCD）公司开发的一款连接eDonkey网络的P2P文件共享软件。于2007年起开发。easyMule第一版为eMule Mod，修改自官方eMule，因而遵循GNU GPL v2协议，开放源代码；第二版声称完全自主开发而闭源，但其是否真正完全自主开发尚存在争议。VeryCD公司宣传称easyMule为“电驴”，此名称存在较大争议。

## 中文名争议
VeryCD公司于05年在大陆申请注册软件商标“电驴”、“eMule”，至今未得到正式审批。但之后在约07年开始开发easyMule后，依然公开给easyMule直接使用了“电驴”名称。由于大多数用户早已把eDonkey2000或eMule当做“电驴”，所以这种宣传被知情的用户认为是明显的混淆。
easyMule删减了从eD2k服务器和Kad网络搜索的功能，仅能搜索VeryCD网站上索引的资源的链接。有自称普通“电驴爱好者”的人士在一个dianlv.com网站上提供可搜索eD2k的easyMule，并自称“电驴破解版”。但最终被网友发现该网站属于VeryCD公司所有，并指出eMule无需破解。

## 问题
和VeryCD公司开发的另一款eD2k软件eMule VeryCD Mod一样，easyMule中也有搜索关键字过滤，默认使用的也是有大量争议的VeryCD版DLP库。easyMule1有“上传Happy”、“爱电驴爱生活”、“挂机王”等14条随机默认用户名，这些用户名为一些用户所不快。而easyMule的IE BHO插件也被用户所诟病。

### 功能删减
easyMule自称面向“新手”，相对于官方eMule删减了文件分类、搜索选项、IRC与用户消息、皮肤、IPFilter选项等一些功能，因而一些用户称之为“阉割驴”。

### 无法搜索eD2k与Kad
在搜索方面，easyMule不但去除了文件类型的选择，更于1.1.13版之后删减了从eD2k服务器和Kad网络搜索的功能。使得easyMule仅能通过他们的私有搜索网络，来搜索VeryCD网站上索引的资源的链接，而完全无法搜索eD2k网络和Kad网络的全局的文件。

### VeryCD版DLP库
easyMule和eMule VeryCD Mod均带有eMule Xtreme Mod所创的DLP（动态反吸血驴保护）功能，但默认使用的都是VeryCD公司自行开发的VeryCD版DLP库。此DLP库放行了迅雷，多次误杀Xtreme以及ScarAngel、Mephisto、MorphXT、EastShare、StulleMule等Mod，闭源违反GPL协议。因而有较大争议。

### 带有后门
赛门铁克指出，名为Hidden Lynx的中国黑客组织在easyMule中植入了Moudoor，而Moudoor是Gh0st RAT（RAT指远程控制工具）的定制变种。Gh0st RAT变种被广泛应用于中国的网络间谍活动中。Moudoor的受害者主要来自中国内地、香港和美国。 

## easyMule2抄袭争议
easyMule的第二版类似eMule和aMule，VeryCD公司声称完全自主开发而闭源，但其是否真正完全自主开发尚存在较大争议。aMule的开发者和一些用户指出easyMule2使用了GPL软件aMule的代码却未开源，违反GPL协议，属抄袭行为。VeryCD公司方面则否认其使用aMule代码。官方eMule的维护者Some Support和Xtreme、ScarAngel等Mods的维护者Stulle也均对easyMule2的“完全自主开发”表示质疑。

## 被SDC屏蔽
Strict DLP Chinese，一个基于Xtreme的官方DLP库的更严格的版本，因上述争议与问题而不同程度地将VeryCD Mod和easyMule第1、2版屏蔽或减分。